# 춘천문화예술회관
춘천문화예술회관(春川文化藝術會館, Chuncheon Culture & Art Center)은 강원특별자치도 춘천시에 위치한 공립 종합 공연장이다. 1993년 4월 10일 '춘천종합문화예술회관'이라는 명칭으로 개관했으며, 1995년에 시립 체육시설의 운영권을 통합해 '춘천문화체육예술회관'으로 개칭했다가 1996년에 체육시설의 운영권을 다시 분리하고 현재의 이름으로 고쳤다.
공연 시설의 부족으로 어려움을 겪던 강원권 지역의 최초의 공립 대규모 종합 공연시설이다. 오케스트라 피트와 회전무대 등을 보유한 좌석 수 1018석의 다목적 공연장과 전시장이 자리잡고 있어 강원도 지역 예술단체들과 기타 외부 예술인들의 공연과 전시회가 열리고 있다.

## 공연 목록
다음은 춘천문화예술회관에서 개최된 공연 일람이다.
- 2019년 6월 29일 : «PEACE AND FRIENDSHIP» (음악회)
- 2019년 7월 5일 : «"월화” : 신극 달빛에 물들다» (연극)
- 2019년 7월 12일 : «춘천시립청소년교향악단 특별연주회»
- 2019년 7월 19일 :«2019 신나는 오케스트라 특별연주회»
- 2019년 7월 24일 : «Flowers in Heaven» (무용극)

## 상주 단체
춘천시 소속인 춘천시립교향악단과 춘천시립 합창단이 활동하고 있다.